# 哥伦布广场 (马德里)

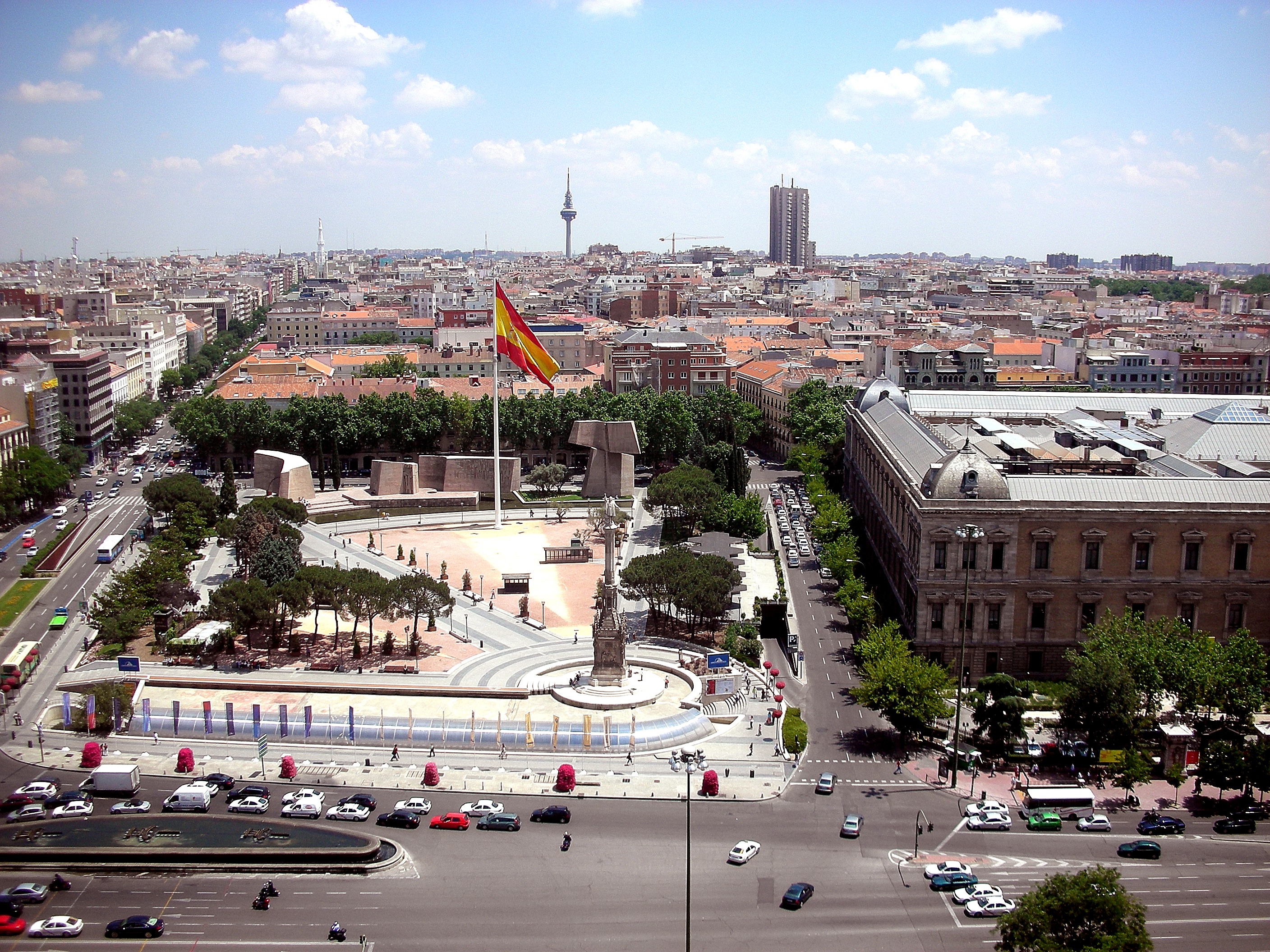
哥伦布广场

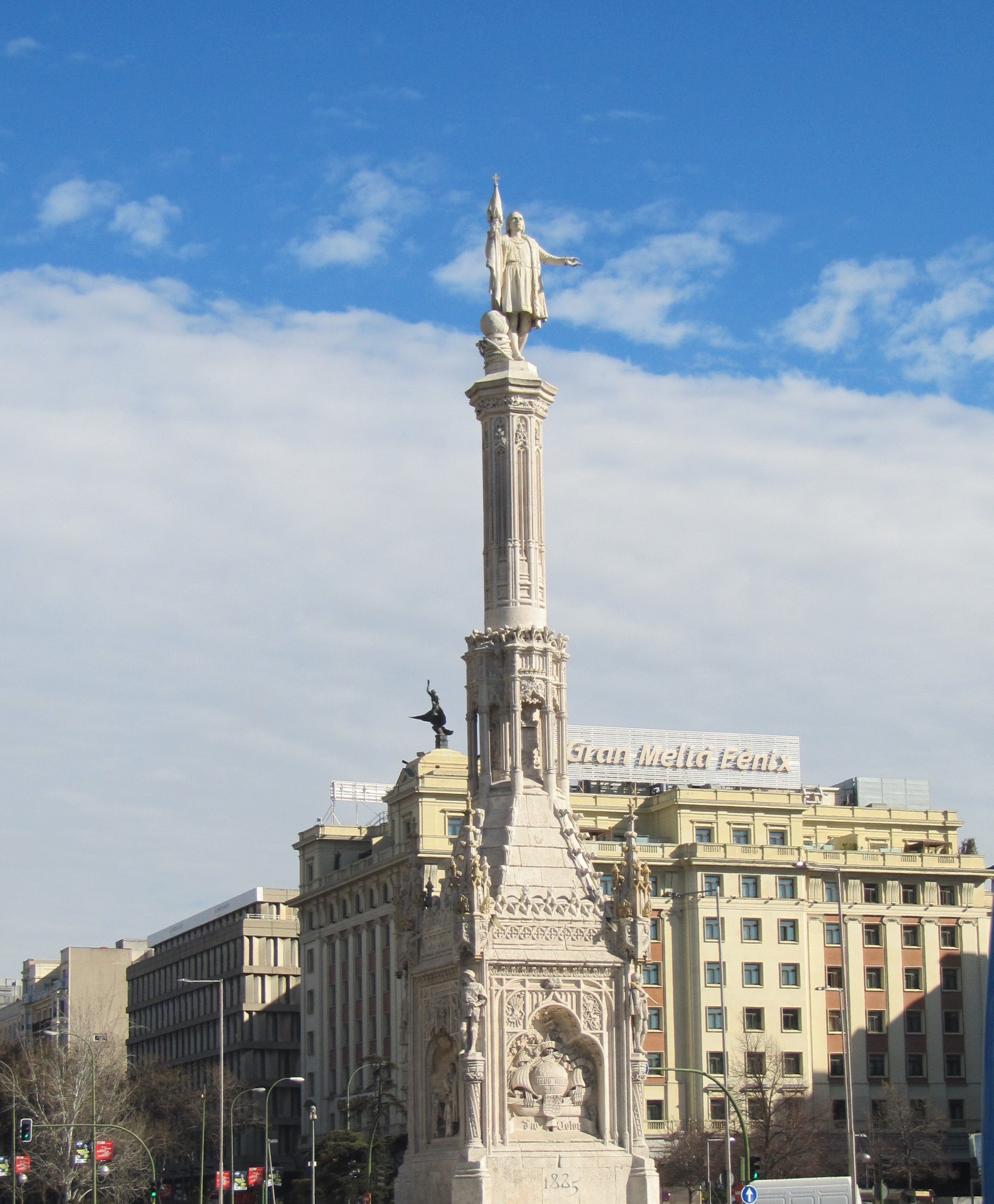
哥伦布纪念碑

哥伦布广场（西班牙语：Plaza de Colón）是西班牙马德里的一个广场。

## 纪念碑
哥伦布广场最初称为圣雅各广场（Plaza de Santiago），1893年改为现名，以纪念航海家哥伦布。
广场中间的哥伦布纪念碑，建于1885年。哥伦布的白色雕像站立在高17米的圆柱顶部，面向西方，那是他发现的新大陆的方向。右手握着当时捐助他航海的卡斯蒂利亚王国的旗帜，旗下是地球仪。
柱子下方的基座四面分别装饰有和哥伦布航海相关的浮雕。
东面的浮雕：讲述哥伦布向教士佩雷斯介绍自己的航海计划。 哥伦布就是由他引荐给女王伊萨贝拉的。
西面的浮雕：表现女王伊萨贝拉为筹集航海的费用，卖掉自己的首饰。
北面的浮雕：哥伦布首航的旗舰“圣玛利亚”号帆船。地球仪上刻着“哥伦布将新大陆献给科斯蒂利亚-莱昂王国”（西班牙王国的前身）
南面的浮雕：圣母像，是航海的守护神。下方刻着首航美洲的三艘船的名字，平塔号、圣玛利亚号和尼尼亚号。以及首航随行的88名水手的名字。

## 其他
广场上的花园称为“发现花园”（Jardines del Descubrimiento），皇家造币厂（Fábrica Nacional de Moneda y Timbre）曾设于此处，直到1970年。
哥伦布纪念碑下面是一个带有瀑布的大型喷泉。
在广场的另一侧是两座哥伦布塔（Torres de Colón）。